# FK Donn
FK Donn, czyli Fotballklubben Donn – norweski klub piłkarski z siedzibą w Kristiansand, w gminie Lund. Został założony 24 czerwca 1909 roku.
Zespół męski występuje obecnie w 3. divisjon (czwarty szczebel rozgrywek). W trzeciej klasie rozgrywkowej – 2. divisjon grał ostatnio w 2004 roku.
Zespół kobiecy występuje obecnie w First Division (drugi szczebel rozgrywek). W Premier League (najwyższa klasa rozgrywkowa) grał ostatnio w 1995 roku. W jego barwach występowała m.in. reprezentantka Kanady, Charmaine Hooper w szczytowym dla klubu okresie.